# 5人のジュンコ
『5人のジュンコ』（ごにんのじゅんこ）は、真梨幸子による日本の小説、及び日本のテレビドラマ。

## テレビドラマ
2015年11月21日から毎週土曜日22:00 - 23:00に、WOWOW系の「土曜オリジナルドラマ ドラマW」枠（全5話）で放送された。主演は松雪泰子。

### キャスト
- 田辺 絢子 - 松雪泰子[3]（高校時代：森川葵）
- 篠田 淳子 - ミムラ[4]（中学時代：桃果）
- 福留 順子 - 西田尚美
- 守川 諄子 / 美香 - 麻生祐未
- 佐竹 純子 - 小池栄子（中学時代：西畑澪花）
- 久保田 芽依 - 渡辺真起子
- 鵜飼 優子 - 小林涼子
- 田辺 貴也 - 津田寛治
- 篠田 初恵 - 茅島成美
- 守川 繁 - 織本順吉
- 守川 正志 - 松澤一之
- 安川 早苗 - 奥田恵梨華
- 福留 広太 - 児嶋一哉
- 磯村 - 菅原大吉
- ミツエ - 内田慈（中学時代：原舞歌）
- 飯田 野梨子 - 加藤結[5]
- 福留 健太 - 高月雪乃介
- 久保田 美優（乳幼児） - 増田志輝、藤元銀之助
- 武藤 - 浜田学
- 粟津 - 山中アラタ
- 市原 綾 - 後藤ユウミ
- 篠田 淳子の同僚 - 谷更紗
- 女子中学生 - 北村優衣、榎本実優
- 大野菜々 - 杉田かおる
- 浅見れいな

### スタッフ
- 原作 - 真梨幸子『5人のジュンコ』[6]（徳間書店刊）
- 脚本 - 渡辺千穂
- 音楽 - 羽岡佳
- 監督 - 権野元
- チーフプロデューサー - 青木泰憲
- プロデューサー - 加納貴治、伊藤仁吾
- 製作 - WOWOW、松竹